# Joachim Kokaté
 (février 2015).
Joachim Kokate est un militaire et homme politique centrafricain d'ethnie Yakoma.

## Biographie
À la fin des années 2000 il entre en rébellion contre François Bozizé, étant un fidèle d'André Kolingba et de Charles Massi. Il est porte-parole du Collectif des Officiers Libres et commandant en chef du Collectif des Officiers résistants au dictateur au sein de la Convention des patriotes pour la justice et la paix (CPJP), coalition rebelle majoritairement nordiste alors que Joachim Kokaté est originaire de la région oubanguienne.
En mars 2012, à Niamey au Niger, il représente la CPJP lors de la signature d'une entente avec Michel Djotodia (UFDR), Abdoulaye Miskine (FDPC) et l'opposant tchadien Abakar Assileck Halata (FSR), créant  le FUCA (Front Uni pour la Centrafrique) qui n'aura pas d'activité réelle sur le terrain mais sera la base de la future Séléka. Toujours au printemps 2012 il négocie avec le rebelle tchadien Baba Laddé et la Centrafricaine Marie-Reine Hassen pour créer une organisation anti Bozizé. Pour ce faire, Joachim Kokaté essaye de rallier d'anciens collaborateurs du Congo et de République démocratique du Congo mais est arrêté en mai 2012 à Brazzaville par la Direction Générale de la Surveillance du Territoire (DGST), lui reprochant de « nuire aux bonnes relations diplomatiques entre la RCA et le Congo ».
En aout 2012, la CPJP se divise entre une faction favorable envers le pouvoir centrafricain, dont fait partie Kokaté, et une faction favorable à la continuation de la lutte armée et  qui fonde avec d'autres mouvements la Séléka.
Après l'offensive de la Séléka à la fin 2012, il participe aux Accords de Libreville de janvier-février 2013, en tant que politico-militaire non armé et est nommé Ministre des petites et moyennes entreprises dans le premier gouvernement d'union nationale de Nicolas Tiangaye, jusqu'à la prise du pouvoir par la Séleka le 24 mars 2013.
Le 17 août 2013, à la tête du Collectif des Officiers Libres, il appelle à rejoindre le Front pour le Retour à l’Ordre Constitutionnel en Centrafrique de François Bozizé. Avec lui il va participer à la formation des groupes anti-balaka. En novembre 2013 il rencontre le Tchadien Baba Laddé, qui vient de rencontrer Jean-Francis Bozizé à Nairobi pour rallier à François Bozizé les hommes du rebelle tchadien et ceux du Soudanais Moussa Assimeh. Ces négociations s’arrêtent avec l'offensive anti-balaka du 5 décembre 2013.
Début janvier 2014, il participe au sommet extraordinaire de Communauté économique des États d'Afrique centrale (CEEAC) de N'Djamena, en tant que coordinateur militaire du Mouvement de révolte populaire pour la refondation de la Centrafrique (MRPRC), qui se présente comme la branche politique du mouvement anti-balaka. 
Le 15 février 2014, il apparait comme leader de la faction anti-balaka favorable à la paix avec le nouveau régime de Catherine Samba-Panza.
En mars 2014, il devient ministre conseiller à la primature. En août 2014 il est nommé conseiller auprès du Premier ministre Mahamat Kamoun en tant que représentant des anti-balaka. 
De décembre 2014 à février 2015, il participe aux négociations et accords de Nairobi entre ex-seleka et anti-balaka avec François Bozizé, Michel Djotodia, et Nourredine Adam. Ces accords sont dénoncés par le pouvoir de Bangui et la communauté internationale.